# Capitul (religie)

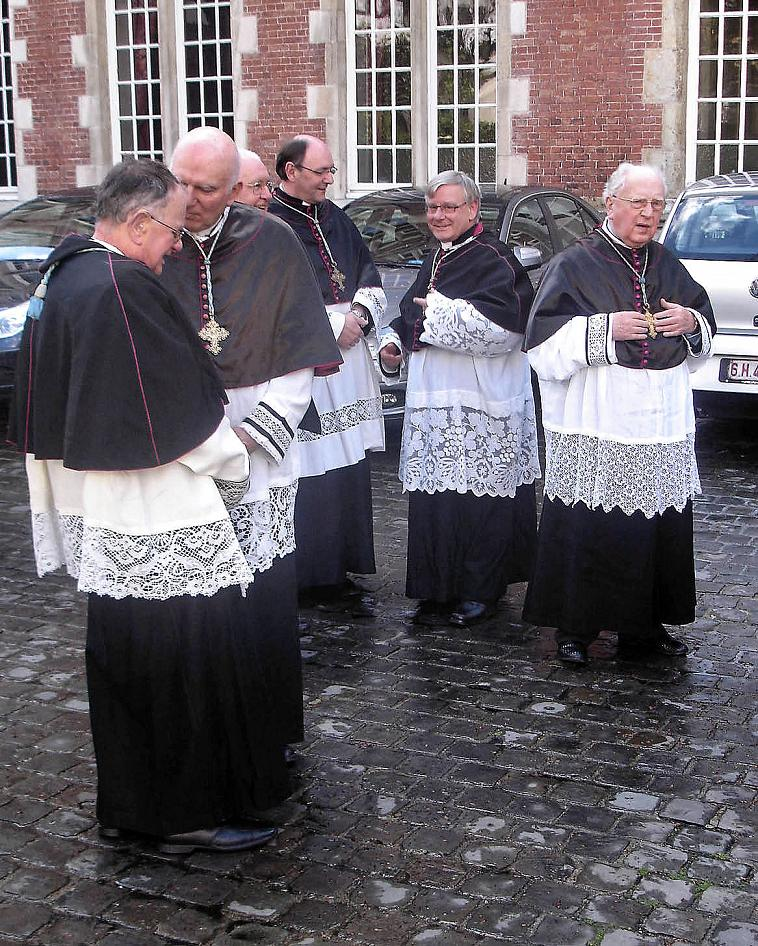
Capitulari ai Catedralei San Salvator (Sf. Mântuitor) din Brugge, Flandra de Vest

Capitul, uneori numit capitlu (din latină capitulum), este adunarea călugărilor sau a clericilor catolici dintr-o regiune anume. În sens restrâns capitul înseamnă corpul canonicilor unei catedrale catolice. Prin extensie este denumit capitul și locul de adunare al respectivei corporații.